# 백년국치

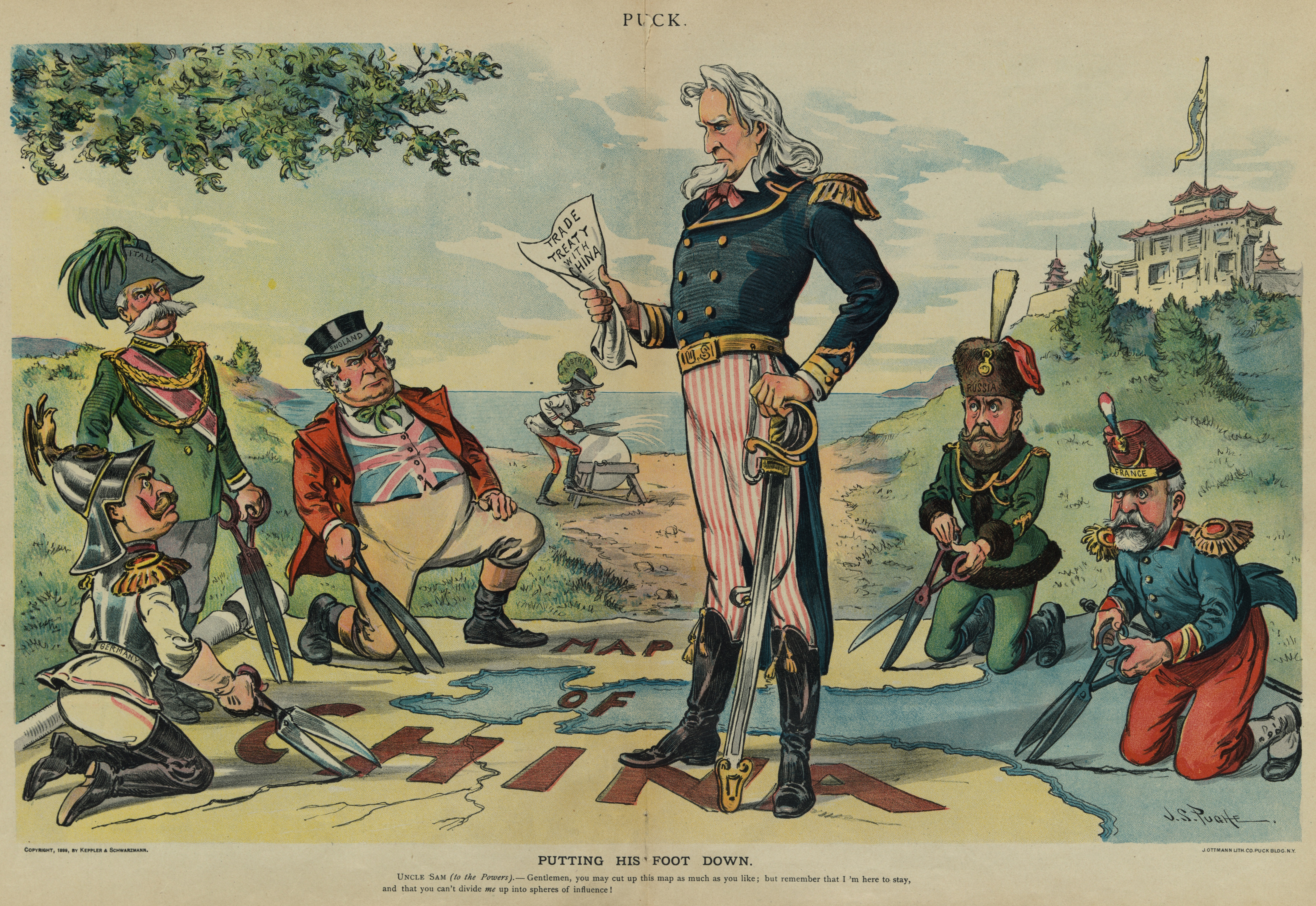
중국을 분할하려는 유럽 열강의 계획; 빌헬름 2세 황제(독일), 움베르토 1세(이탈리아), 존 불(대영 제국), 프란츠 요제프 1세(후방, 오스트리아-헝가리), 니콜라이 2세(러시아), 에밀 루베(프랑스)가 각국을 대표한다. 엉클 샘으로 대표되는 미국은 중국에서의 영향력을 유지하기를 원하며 이에 반대했다. J. S. 푸그의 1899년 8월 23일 작 <푸크>.

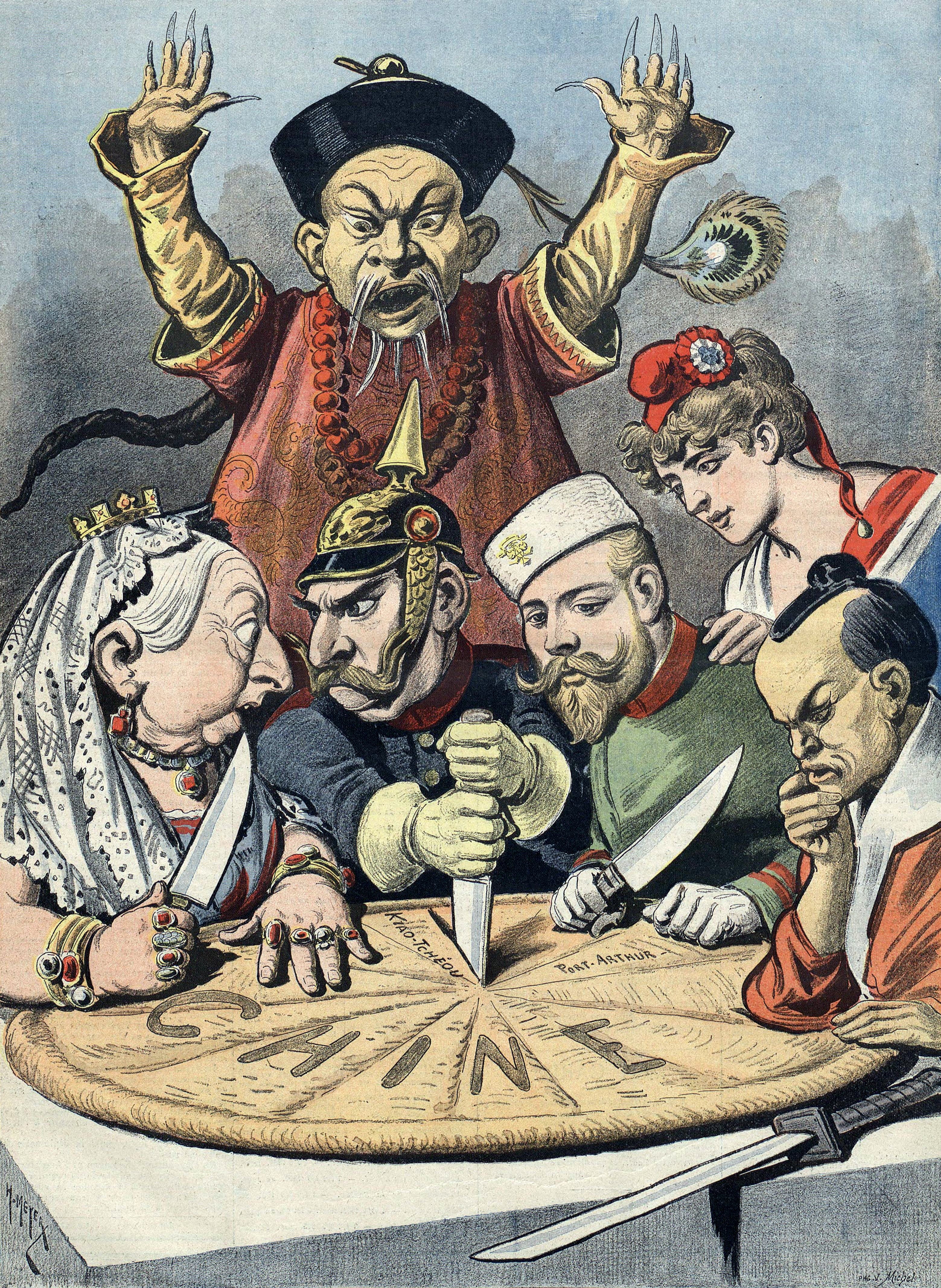
빅토리아 여왕(영국), 빌헬름 2세(독일), 니콜라이 2세(러시아), 마리안(프랑스), 메이지 천황(일본)이 청나라를 파이처럼 나누는 정치 풍자 만화

백년국치는 제1차 아편 전쟁(1839–1842)으로 시작되어, 제2차 세계 대전에서 중화민국이 강대국 중 하나로 부상하고 유엔 안전 보장 이사회의 상임이사국이 되면서 1945년에 끝났다고 여겨지거나, 또는 1949년 중화인민공화국 건국과 함께 끝났다고 보는 중국의 역사에서 쓰이는 용어다. 이 시기는 청나라와 이후의 중화민국의 쇠퇴, 패배, 정치적 분열, 그리고 서구 열강, 러시아, 일본의 굴욕적인 외세 개입, 병합 및 정복이 특징이다.
이 시기를 ‘굴욕’으로 특징짓는 것은 청일 전쟁(1894~1895)에서의 패배와 그 후 1890년대 후반의 조차지 쟁탈전을 포함한 일련의 사건들로 인해 중국 국민주의 분위기 속에서 등장했다. 그 이후로 국치(국가의 치욕)라는 개념은 많은 중국 작가와 학자들 사이에서 논의의 중심이 되었는데, 그들 간에는 이 개념에 대한 이해에 차이가 있었다. 예를 들어, 일반 학자들과 헌법주의자들은 후기 청나라 혁명가들과는 자신들의 조국을 바라보는 관점이 달랐다. 국치라는 개념은 후기 청나라 교과서에서도 언급되었다.
중화민국이 설립된 후에는 1915년 일본 정부가 제시한 21개조 요구나, 1919년 베르사유 조약에서 중국이 부당하게 대우받은 데 대한 항의와 함께 국치라는 개념이 더욱 확산되었다. 1920년대에 이르러서는 중국국민당과 중국공산당 모두 불평등 조약과 외국 식민지로 상실된 중국 영토를 비판하며 이 표현을 대중화시켰다. 1930년대와 1940년대 일본의 중국 본토 침략 당시에도 이 용어는 흔히 사용되었다. 비록 불평등 조약이 공식적으로는 폐지되었지만, 이 시기는 여전히 중국 민족주의 개념의 중심에 자리 잡고 있으며, 정치적 수사나 대중문화에서도 널리 사용되고 있다.

## 역사

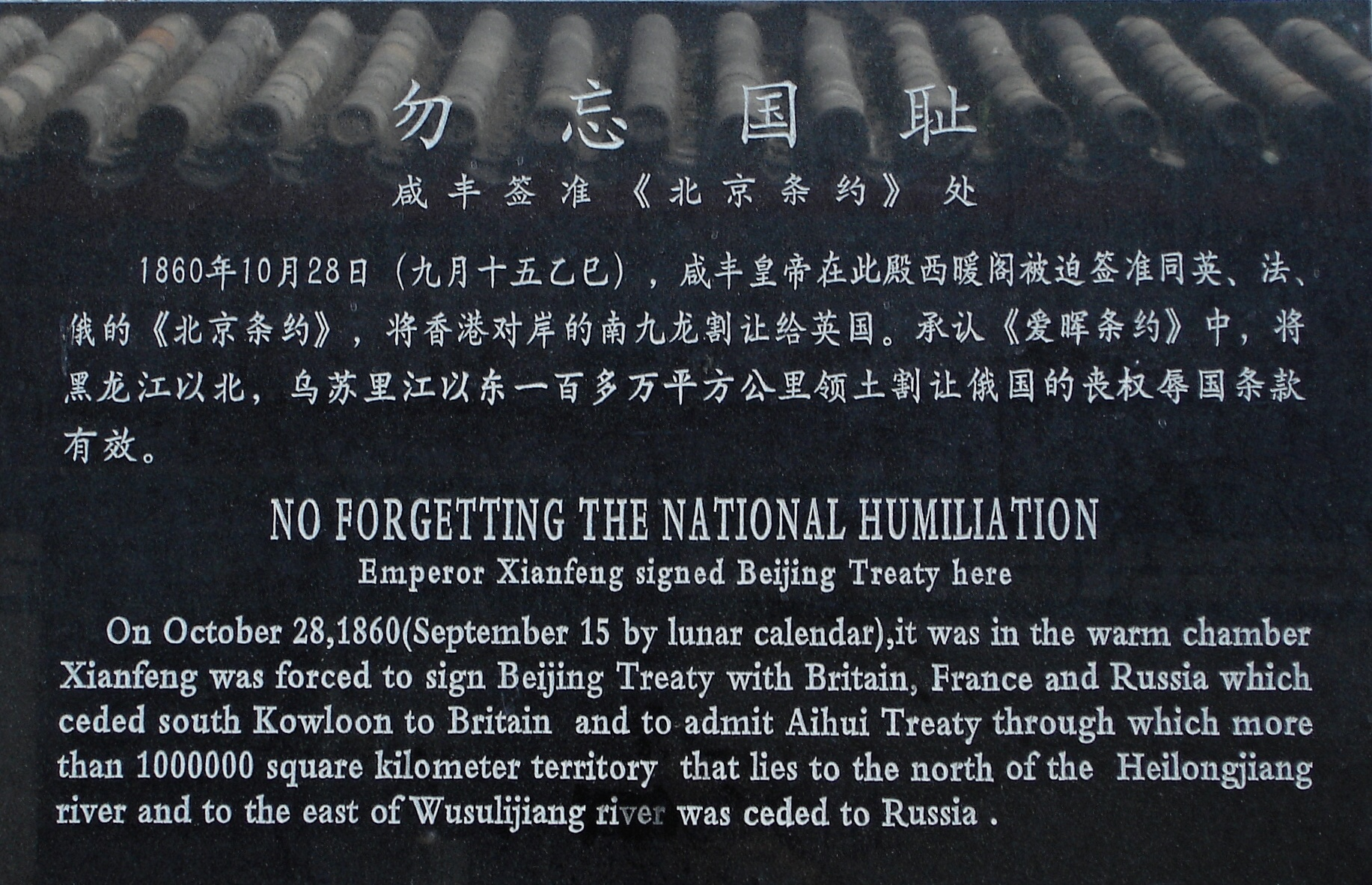
피서산장에 있는 베이징 조약 서명 기념 명판으로, 중국에게는 "국치"를 의미한다.

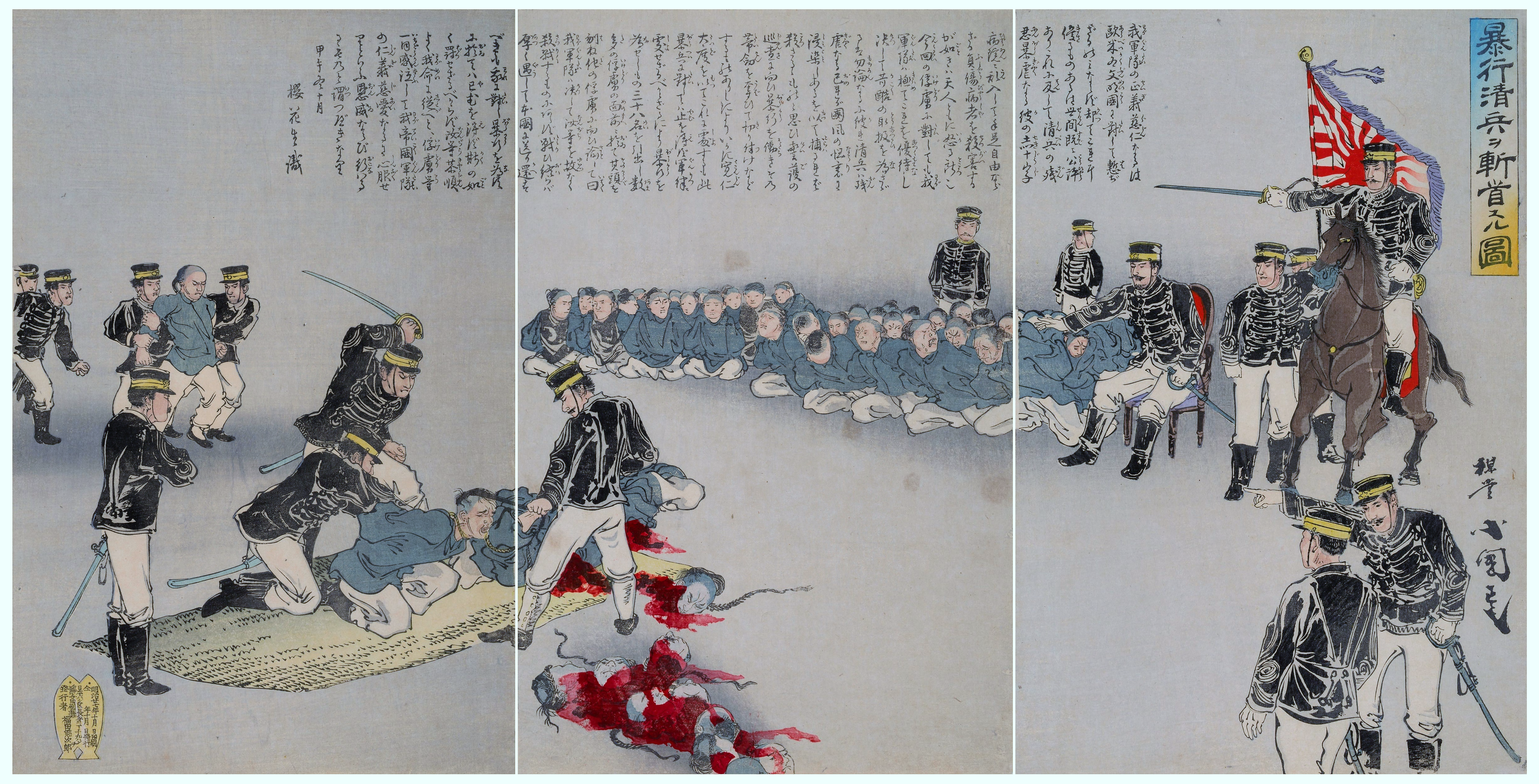
청일 전쟁 중 일본 병사들이 중국인 포로를 참수하는 모습, 1894년

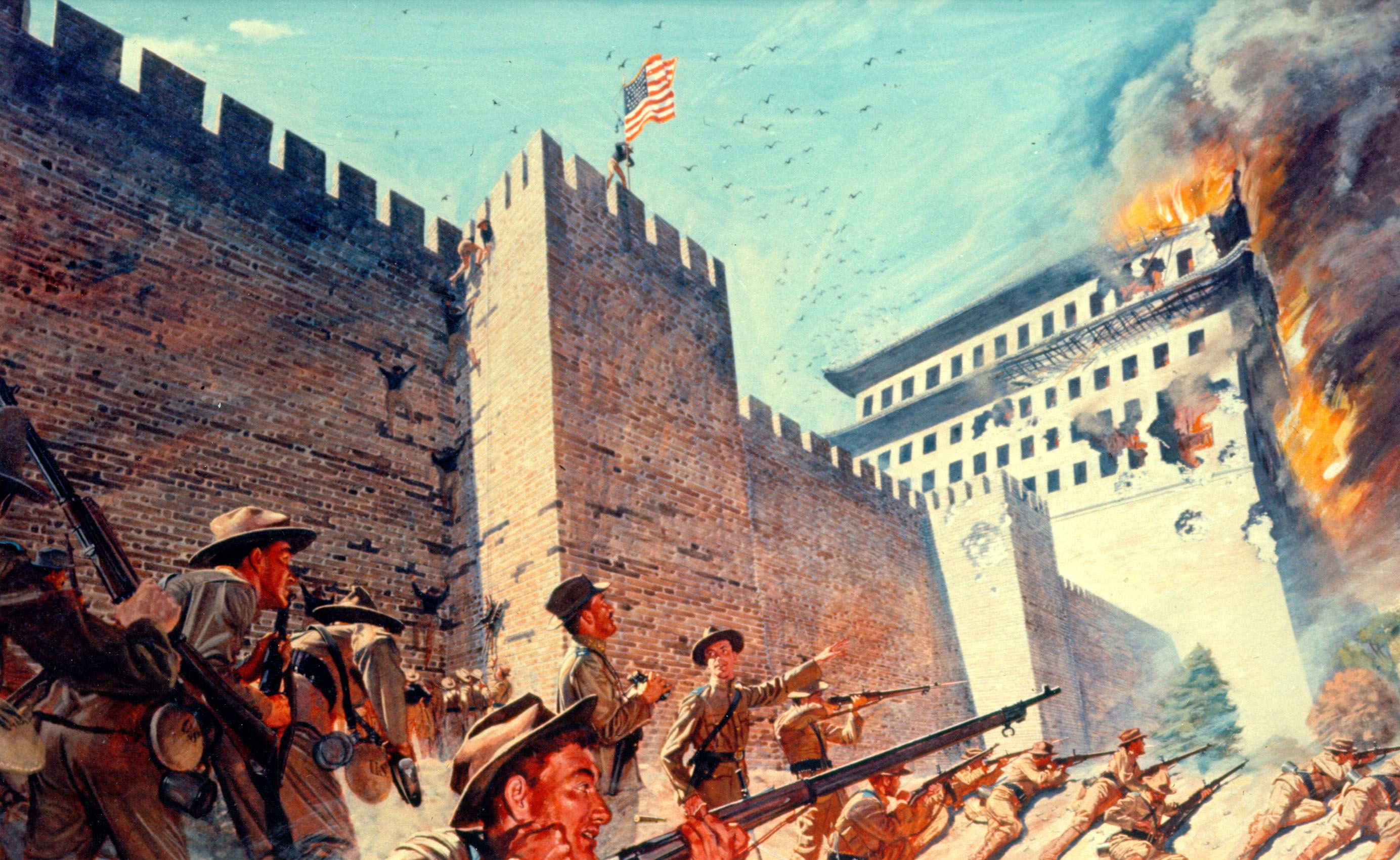
의화단 운동 중 베이징 성벽을 공격하는 미군, 1900년

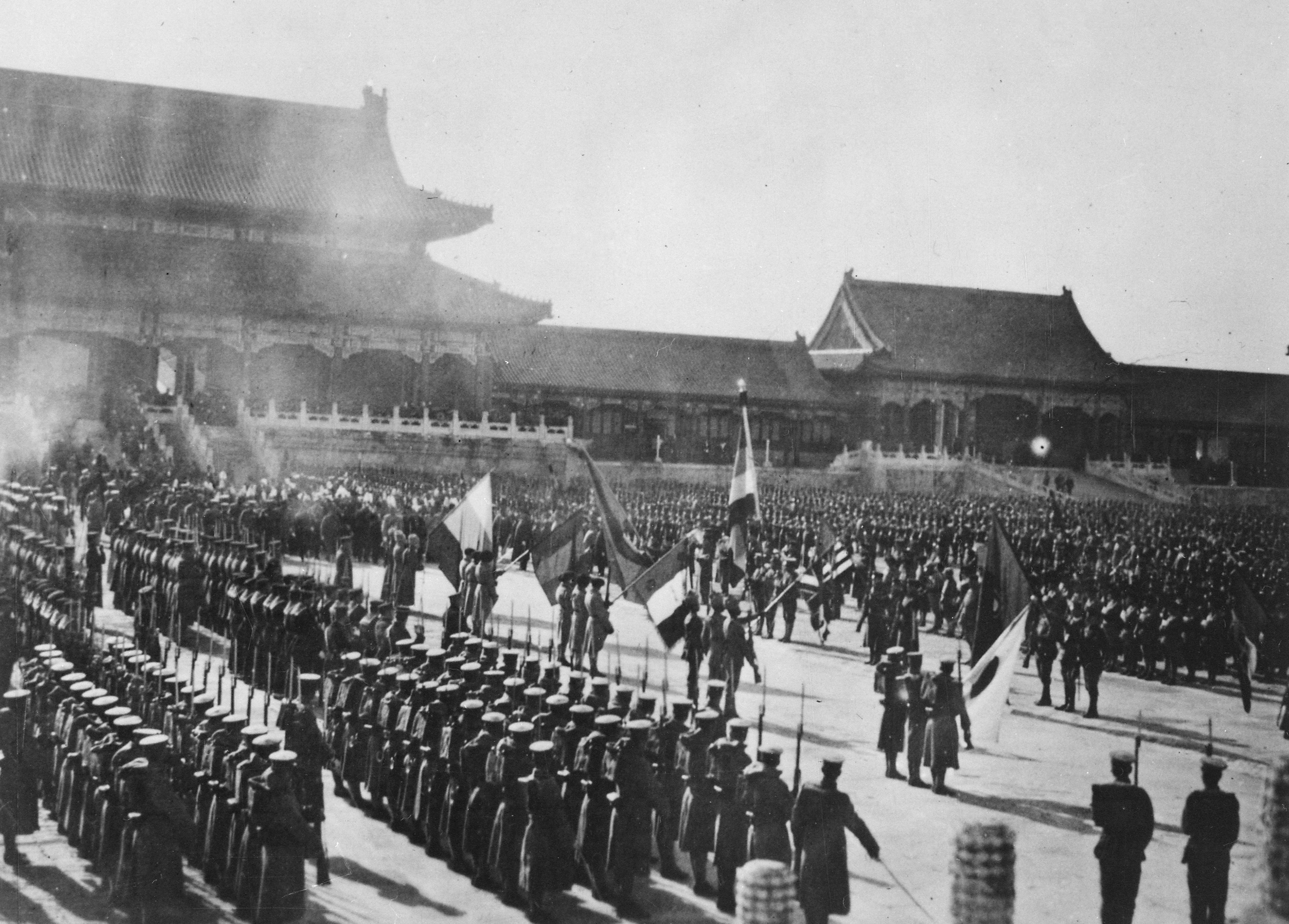
8국 연합군 병사들이 자금성에 있는 모습, 1900년

1920년대와 1930년대 중국 민족주의자들은 백년국치를 제1차 아편 전쟁 전야인 19세기 중반부터 시작되었으며, 이어서 청나라가 극적인 정치적 해체를 겪었다고 보았다.
외세에 의한 패배 중 백년국치의 일부로 언급되는 사건들은 다음과 같다:
- 서방 및 일본의 중국 아편 무역 (1800년대–1940년대)
- 제1차 아편 전쟁 (1839–1842)에서 영국에 패배하고 홍콩을 점령당한 것.
- 불평등 조약 (특히 난징, 황푸, 아이훈, 그리고 시모노세키)
- 제2차 아편 전쟁 (1856–1860)에서의 패배와 영프 연합군에 의한 원명원의 약탈.[9](p. 24)
- 제2차 아편 전쟁 중 "불평등 조약"인 아이훈 조약(1858)과 베이징 조약(1860)을 체결하여 외만주를 러시아에 할양한 것.
- 청불 전쟁 (1884–1885) 중 부분적인 패배로 베트남에 대한 종주권과 인도차이나반도에서의 영향력을 상실한 것.
- 영국의 시킴 원정 (1888).
- 청일 전쟁 (1894–1895)에서 일본에 패배하여 일본의 대만 식민화와 조선에 대한 종주권을 상실한 것.
- 파블로프 협정으로 인해 러시아가 랴오둥을 점령한 것 (1898).
- 의화단 봉기를 진압하기 위한 8국 연합군의 침공 (1899–1901)과 그 결과로 신축조약이 체결되어 오스트리아-헝가리, 영국, 프랑스, 독일, 이탈리아, 일본, 러시아, 미국이 정부의 연간 세수보다 많은 배상금을 부과한 것.[10]
- 동시에 일어난 러시아의 만주 침공 (1900)으로 인해 반중 포그롬이 발생하고 강동육십사둔의 모든 청나라 신민이 추방되거나 살해된 것.[11][12]
- 러일 전쟁 (1905) 중 일본의 랴오둥 침공.
- 영국 티베트 원정 (1903–1904)[13]
- 일본이 중국에 대한 통제권을 크게 확장했을 21개조 요구 (1915).
- 베르사유 조약 (1919)에서 중국 내 독일 영토가 일본에 할양되어 반제국주의 5·4 운동으로 이어진 것.
- 일본의 만주 침공 (1931–1932)
- 신장 소비에트 침공 (1934년 1월–4월)
- 중일 전쟁 (1937–1945) 중 일본군에 의해 수많은 광범위한 전쟁 범죄가 저질러졌으며, 가장 악명 높은 것은 난징 대학살[9](p. 24)과 731부대에 의한 치명적인 생체 실험이었다.

이 시기에 중국은 심각한 내부 분열을 겪었고, 치른 거의 모든 전쟁에서 패배했으며, 종종 불평등 조약에서 강대국들에게 막대한 양보를 강요당했다. 많은 경우에 중국은 막대한 배상금을 지불하고, 무역을 위한 항구를 개방하며, 영토를 조차하거나 할양하고(예: 외만주, 만주의 일부(중국 북서부)와 사할린섬을 러시아에, 자오저우만을 독일에, 홍콩과 웨이하이를 영국에, 마카오를 포르투갈에, 잔장을 프랑스에, 대만과 다롄을 일본에), 군사적 패배 후 외국의 "영향권"에 대한 다양한 주권 양보를 해야 했다.

### 굴욕의 종식
1901년 신축조약 체결 당시에도 일부 서구 열강은 자신들이 과도하게 행동했으며 조약이 너무 굴욕적이라고 생각했다. 그 결과, 미국 국무장관 존 헤이는 문호개방정책을 수립하여 식민 세력이 중국을 직접적으로 데 유레 식민지로 분할하는 것을 막고, 중국 시장에 대한 보편적인 무역 접근을 보장했다. 이는 독일, 일본, 러시아를 약화시키려는 의도였지만, 다소 강제적이었고 이어지는 군벌 시대와 일본의 개입으로 점차 무너졌다. 문호개방정책의 반모순적인 성격은 일찍이 주목되었는데, 이는 외세로부터 중국의 영토 보전을 지켰지만, 동시에 같은 국가들에 의한 무역 착취로 이어졌기 때문이다. 1908년 다카히라-루트 협정으로 미국과 일본은 문호개방정책을 지지했지만, 기타 요인(예: 이민 제한, 그리고 신축조약 배상금 장학금의 배상금을 청나라 정부에 직접 반환하는 대신 관리되는 장학금으로 할당한 것)으로 인해 중국의 관점에서는 굴욕이 계속되었다. 중화민국 본토 시대에는 1922년 9국 공약 또한 중국의 주권을 재확인하려는 중요한 시도였지만, 일본의 팽창주의를 막지 못했고 치외법권에 대한 영향도 제한적이었다. 문호개방정책은 결국 제2차 세계 대전 중 일본이 중국을 침략했을 때 해소되었다.
치외법권 및 기타 특권은 1943년 영국과 미국에 의해 포기되었다. 제2차 세계 대전 중 비시 프랑스는 중국 내 프랑스 조계에 대한 통제권을 유지했지만, 친일 왕징웨이 정권에 넘겨주도록 강요받았다. 1946년 2월의 전후 중불 협정은 조계에 대한 중국의 주권을 확인했다.
장제스는 1943년 모든 불평등 조약의 폐지로 백년국치의 종식을 선언했고, 마오쩌둥은 제2차 세계 대전의 여파에서 그 종식을 선언했는데, 장제스는 일본 통치에 대한 전시 저항과 1945년 승리한 연합국 내 강대국 중 중국의 위치를 강조했고, 마오쩌둥은 1949년 중화인민공화국 수립으로 이를 선언했다.
그러나 중국의 정치인과 작가들은 이후의 사건들을 굴욕의 진정한 끝으로 계속해서 묘사해왔다. 굴욕의 종식은 한국 전쟁 중 유엔군의 격퇴, 1997년 홍콩 반환, 1999년 마카오 반환, 심지어 베이징에서 2008년 하계 올림픽 개최에서도 선언되었다. 일부 중국 민족주의자들은 중화인민공화국이 대만을 통제할 때까지 굴욕은 끝나지 않을 것이라고 주장한다.
2021년 미국-중국 알래스카 회담과 동시에 중국 정부는 이 기간을 120년 굴욕으로 지칭하기 시작했는데, 이는 1901년 신축조약에서 청나라가 8국 연합군 구성원들에게 막대한 배상금을 지불해야 했던 것을 언급한 것이다.

## 의미
틀:중국공산당 혁명 사이드바
중국공산당의 역사 서술과 현대 중국 민족주의에서 "중국 영토의 주권과 완전성"에 초점을 맞춘 백년국치의 사용은 미국의 베오그라드 주재 중국 대사관 폭격, 하이난섬 사건, 티베트 독립과 관련된 2008년 베이징 올림픽 성화 봉송을 따라 발생한 시위와 같은 사건들에서 인용되었다. 일부 분석가들은 인권 침해에 대한 외국의 비판과 부정부패 문제로부터 국내 관심을 돌리고 영토 주장과 전반적인 경제 및 정치적 부상을 강화하는 데 사용되는 점을 지적했다.

## 논평 및 비판
역사학자들은 19세기 청나라의 취약성과 외세 제국주의에 대한 약점이 주로 해군력의 약점에 기반했지만, 육상에서는 서구인들에 대항하여 군사적 성공을 거두었다고 평가했다. 역사학자 에드워드 L. 드레이어는 다음과 같이 언급했다. "중국의 19세기 굴욕은 해상에서의 약점과 실패와 강하게 관련되어 있었다. 제1차 아편 전쟁이 시작될 무렵, 중국은 통일된 해군이 없었고 바다로부터의 공격에 얼마나 취약한지 알지 못했다. 영국 해군은 원하는 곳이라면 어디든 항해하고 증기선을 운용했다. 제2차 아편 전쟁 (1856–1860)에서는 중국이 1860년 영프 해군 원정대가 즈리만으로 항해하여 베이징에 가능한 한 가깝게 상륙하는 것을 막을 방법이 없었다. 한편, 새롭지만 완전히 근대적이지는 않은 중국군은 중반기 반란을 진압하고, 중앙아시아의 분쟁 국경에 대한 평화적 해결을 러시아에게 허풍 떨며 유도했으며, 청불 전쟁 (1884–85)에서 프랑스군을 육상에서 물리쳤다. 그러나 해상에서의 패배와 그로 인한 대만으로의 증기선 운송 위협은 중국이 불리한 조건으로 평화를 체결하도록 강요했다."
역사학자 제인 E. 엘리엇은 중국이 근대화를 거부했거나 서구 군대를 물리칠 수 없었다는 주장이 단순하다고 비판하면서, 중국이 여러 패배 후에 1800년대 후반에 대규모 군사 현대화를 시작했으며, 서구 국가들로부터 무기를 구매하고, 의화단 운동 당시 한양 병기창과 같은 병기창에서 자체적으로 생산했다고 언급했다. 또한 엘리엇은 서구의 승리로 인해 중국 사회가 트라우마를 겪었다는 주장에 의문을 제기했는데, 많은 중국 농민들(당시 인구의 90%)은 조계 밖에서 생활하며 일상생활에 지장 없이 "굴욕"감 없이 지냈기 때문이다.

## 같이 보기
- 중국의 반일 정서
- 중국 내 반서방 정서
- 중국의 시대
- 인천의 중국 조계
- 중국의 조계
- 중국 인민의 감정을 상하게 하다
- 중국의 조약항 목록
- 중화인민공화국 건국 이전 중국의 조약 목록
- 신제국주의, 백년국치 기간 동안의 세계적 서구 지배
- 복수주의
- 중국 분할
- 아시아의 환자
- 태국의 영토 상실
- 불평등 조약
- 아시아의 서구 제국주의

### 참고 문헌
- Cohen, Paul A. (April 2002). 《Remembering and Forgetting National Humiliation in Twentieth-Century China》. 《Twentieth-Century China》 27. 1–39쪽. doi:10.1179/tcc.2002.27.2.1. ISSN 1521-5385. S2CID 145795983.
- Hevia, James L. (2007). 〈Remembering the Century of Humiliation: The Yuanming Gardens and Dagu Forts Museums〉.   Jager, Sheila Miyoshi; Mitter, Rana. 《Ruptured histories: war, memory, and the post-Cold War in Asia》. Cambridge, Mass: 하버드 대학교 출판부. 192–208쪽. ISBN 978-0-674-02470-0. OCLC 71369523.
- Huang, Grace C. (2021). 《Chiang Kai-shek's politics of shame: leadership, legacy, and national identity in China》. Cambridge (Massachusetts): 하버드 대학교 아시아 센터. ISBN 978-0-674-26013-9.
- Standen, Naomi (2013). 〈The Opium War and China's 'Century of Humiliation'〉.   Standen, Naomi. 《Demystifying China: new understandings of Chinese history》 16. Lanham: 로우맨 & 리틀필드. 153–160쪽. ISBN 978-1-4422-0895-7.
- Wang, Dong (2005). 《China's unequal treaties: narrating national history》. AsiaWorld. Lanham: 렉싱턴 북스. ISBN 978-0-7391-1208-3.
- Wang, Zheng (2012). 《Never forget national humiliation: historical memory in Chinese politics and foreign relations》. Contemporary Asia in the world. New York: 컬럼비아 대학교 출판부. ISBN 978-0-231-14890-0.